# Cửa khẩu Pahang
Cửa khẩu Pahang hay cửa khẩu Pa Hang là cửa khẩu đường bộ ở huyện Samtay tỉnh Houaphan (Hủa Phăn), CHDCND Lào .
Cửa khẩu Pahang là điểm cuối của Quốc lộ 6B (Lào).
Cửa khẩu Pahang thông thương với cửa khẩu Lóng Sập  trên quốc lộ 43 tại vùng đất bản Pa Lá xã Lóng Sập thị xã Mộc Châu tỉnh Sơn La, Việt Nam .
Đến năm 2019 cặp cửa khẩu Pahang - Lóng Sập là cửa khẩu quốc gia, không mở cửa cho người nước ngoài qua lại .